# Ludwig Briand
Ludwig Briand (* 9. Mai 1981 in Soisy-sous-Montmorency) ist ein französischer Schauspieler.

## Leben
Als Zehnjähriger spielte Briand die Rolle des Gavroche in dem Musical Les Misérables. Es folgten eine weitere Rolle in einem Musical (Paul und Virginie), sowie ein Auftritt in einer Folge der Fernsehserie Nestor Burma.
1994 spielte Briand dann die Titelrolle des „Mimi-Siku“ in dem französischen Kinofilm Little Indian – Der Großstadtindianer (Un indien dans la ville), wodurch er einer breiteren Öffentlichkeit bekannt wurde.
Im Jahre 1995 spielte Briand ein weiteres Mal eine Rolle in einem Musical (Petit Arthur).
Weitere Rollen für das Fernsehen folgten, unter anderem spielte er 1996 im fünften Teil der italienisch/englischen Fernsehfilmreihe Prinzessin Fantaghirò den „Masala“. 1997 wurde Briand nach sechs Folgen der Fernsehserie Un et un font six durch Guillaume Romain ersetzt und zog sich aus dem Filmgeschäft zurück.